# Гитарная нотация
Гита́рная нота́ция — совокупность способов записи музыкальных произведений для гитары. Включает набор условных обозначений для записи аппликатуры в современной музыкальной нотации, а также систему табулатурной записи для гитары.

## Обозначение гитарной аппликатуры в современной музыкальной нотации
Для обозначения гитарной аппликатуры в современной музыкальной нотации используют цифры и буквы, размещаемые рядом с нотами:
- латинские буквы p, i, m, a для обозначения того, каким пальцем правой руки (большим, указательным, средним и безымянным соответственно) следует извлекать звук.
- арабские цифры для обозначения того, каким пальцем левой руки следует прижимать струну (1 — указательный палец, 4 — мизинец).
- арабские цифры, обведённые кружком, обозначают струну (① — самая тонкая).
- римские цифры обозначают лад, на котором берётся баррэ либо возле которого строится аккорд.